# Battaglia di Gorgonzola (1323)
La battaglia di Gorgonzola, più propriamente battaglia di Trecella, fu uno scontro avvenuto nei pressi di Trecella tra le truppe viscontee guidate da Marco Visconti e quelle pontificie guidate da Enrico di Fiandra.

## Antefatti
Nel febbraio del 1323 papa Giovanni XXII pose l'interdetto a Milano e il clero ivi presente lasciò la città. Verso la fine del mese il legato papale con un esercito di cavalieri guasconi, catalani ed italiani al seguito, mosse da Piacenza in direzione di Milano, si scontrò i 23 febbraio con i milanesi guidati da Marco Visconti a Cassano d'Adda e due giorni dopo prese Monza. Nel frattempo, Raimondo di Cardona conquistò Alessandria e poco dopo Tortona e Valenza. Il 12 marzo Galeazzo Visconti venne condannato per eresia e poco dopo lo furono anche Giovanni, Luchino, Marco e Stefano Visconti. I milanesi allora chiesero aiuto all'imperatore Ludovico il Bavaro. Il 10 aprile i due eserciti si scontrarono a Monza ma le truppe viscontee vennero sconfitte e furono costrette a ritirarsi a Milano che venne assediata tre giorni dopo.

## Battaglia
Il 13 aprile 1323 Milano risultava ormai assediata dall'esercito guelfo. I Visconti, per creare un diversivo, decisero di inviare verso l'Adda un secondo esercito forte di 2 000 fanti e 1 000 cavalli al comando di Marco Visconti con l'obiettivo di abbattere i ponti temporanei eretti dai guelfi a Vaprio e a Cassano, in modo da interrompere i rifornimenti ai nemici e affamarli. L'uscita dell'esercito visconteo tuttavia non passò inosservata, le spie guelfe riferirono l'accaduto ai comandanti di stanza a Monza che subito inviarono forze numericamente superiori all'inseguimento.
I due eserciti si incontrarono nei pressi del piccolo borgo di Trecella, quattro miglia ad est di Gorgonzola, allora facente parte dell'omonima pieve. I primi ad arrivare sul campo di battaglia furono i viscontei, che si accamparono nella parte occidentale del campo, a nord-est di Trecella, seguiti poco dopo dall'esercito pontificio nella parte orientale, a sud-ovest di Cassano. Entrambi gli schieramenti non diedero subito battaglia ma si trincerarono dietro le rispettive posizioni, scavando profondi fossati ed erigendo palizzate.
Verso mezzogiorno del 19 aprile 1323 Marco Visconti ruppe gli indugi e schierò in campo aperto l'esercito diviso in due squadroni di cavalleria, uno comandato da Marco Visconti, l'altro dal fratello Luchino e nella fanteria guidata da Gaudenzio Marliani. L'avanguardia della fanteria era costituita da soldati in armatura leggera, dietro le milizie forestiere quindi i fanti milanesi. Vennero poi consegnate ai vessilliferi la bandiera rossocrociata del comune e quella con la vipera viscontea.
Il reparto più avanzato dell'esercito pontificio era costituito da fanti provenzali, guasconi e tedeschi, seguiva un secondo reparto costituito da milizie alessandrine, bresciane, piacentine e da altre città lombarde e italiane. La cavalleria fu divisa in due ali, una costituita da cavalieri pontifici e dai guelfi milanesi sotto il comando di Castrone del Poggetto, l'altra formata da cavalieri provenzali guidati da Raimondo di Cardona. Seguì la consegna delle bandiere poi lo squillo di corni e trombe aprì le ostilità.
Gli scontri iniziali, che coinvolsero la fanteria leggera di entrambi gli eserciti insieme ad alcuni reparti di cavalleria leggera, furono sanguinosi e confusi. I guelfi tuttavia ebbero la meglio e Marco Visconti, vedendo i suoi uomini in difficoltà, inviò in loro soccorso le milizie forestiere che riuscirono a respingere l'avanzata del nemico e a costringerlo ad una ritirata disordinata. Castone del Poggetto, diffidando della fedeltà della fanteria bresciana e di altri alleati, decise di unire le due ali di cavalleria e insieme a Raimondo di Cardona caricò la fanteria viscontea che aveva appena respinto i guasconi, provenzali e tedeschi dell'esercito pontificio. Marco Visconti diede l'ordine a Luchino di caricare con la sua cavalleria quella del Cardona mentre da parte sua attaccò la fanteria straniera al soldo dei pontifici, già sfinita dal combattimento. Nessuna delle due parti riuscì a prevalere sull'altra e se in certe zone del campo la vittoria arrideva ai viscontei, in altre arrideva ai pontifici. Alla fine fu annunciato a Marco, ferito negli scontri, che il fratello Luchino era stato gravemente ferito e siccome la battaglia risultava ormai indecisiva, questi diede l'ordine di ritirarsi dal campo. La battaglia fu dunque sanguinosa, proseguì per 4 ore fino al tramonto e alla fine i guelfi restarono padroni del campo.
I viscontei persero circa 400 uomini, un numero persino maggiore di cavalli, ebbero un migliaio di feriti e 17 bandiere caddero nelle mani del nemico ma riuscirono a catturare 4 connestabili nemici che si erano troppo allontanati dal resto dell'esercito. I pontifici persero un migliaio di uomini, circa 600 cavalli ed ebbero oltre 1 000 feriti.

## Conseguenze
La battaglia permise ai guelfi di garantirsi gli approvvigionamenti e proseguire per altri tre mesi l'assedio di Milano, i cui borghi di Porta Nuova e Porta Orientale furono dati alle fiamme. Il 28 luglio, tuttavia, le truppe papali erano ormai ridotte allo stremo dalle malattie diffusesi negli accampamenti e furono costrette a togliere l'assedio alla città e ritirarsi ancora una volta a Monza dove verranno a loro volta assediate da Marco Visconti a partire dall'8 agosto. La battaglia decisiva tra i pontifici e i Della Torre da una parte e i Visconti dall'altra si verificò a Vaprio il 28 febbraio 1324 e si risolse con una vittoria decisiva dei secondi.